# Direct Hit (groupe)
Pour les articles homonymes, voir Direct Hit.
Direct Hit, stylisé Direct Hit!, est un groupe américain de punk rock, originaire de Milwaukee, dans le Wisconsin.

## Histoire
En 2007, alors qu'il jouait avec le groupe de rock indépendant The Box Social, Nick Woods a eu l'idée de créer un groupe de pop punk qui sortirait de la musique « comme des bandes dessinées », privilégiant la sortie rapide et cohérente de petits EP à l'approche traditionnelle, lente et sporadique, des albums studio. De 2008 à 2010, Direct Hit! publie une série de cinq EP gratuits en ligne ainsi qu'un split avec le groupe Mixtapes avant de signer chez Kind of Like Records. En 2011, Direct Hit! sort Domesplitter, leur premier album studio qui rassemble dix morceaux réenregistrés de leurs précédents albums.
De 2011 à 2013, le groupe sort cinq autres splits avant de retourner en studio pour enregistrer leur deuxième album studio, un album-concept intitulé Brainless God, publié par Red Scare Industries. Décrit comme un document sur « les derniers jours d'un monde confronté à un Armageddon nucléaire total », l'album suit un tueur en série et sa victime potentielle alors que les deux s'échappent d'un culte satanique tout en essayant de trouver la vérité et la rédemption avant l'Armageddon. Les pistes de basse de l'album sont enregistrées avec les musiciens de studio Mike Kennerty et Peter J. Woods, car le bassiste Robbie Schroeder n'a été remplacé par Steve Maury qu'après l'enregistrement de Brainless God. L'album figure sur la liste des 20 meilleurs albums de l'année de PunkNews, où il est qualifié de « souffle finement réglé de bonté punk rock à faire fondre les dents. » Alternative Press donne à l'album quatre étoiles sur cinq et le décrit comme « juste une grande chanson punk rock après l'autre. »
En coopération avec Red Scare Industries, Good Land Records et Wall of Youth, Direct Hit! produit un court-métrage en lien avec l'album. Le film est publié en chapitres sur un certain nombre de sites d'information et de médias, y compris Vice et The A.V. Club.
En février 2014, Direct Hit! est présenté comme l'un des « dix meilleurs groupes du Wisconsin à suivre » par le Milwaukee Journal Sentinel. En septembre 2014, Nick Woods est invité à l'émission de télévision Last Call with Carson Daly, où il est interviewé sur Direct Hit! En novembre 2014, Woods a écrit un article pour Noisey de Vice, détaillant comment Direct Hit! tourne régulièrement sans perdre d'argent.
En mars 2016, le groupe annonce sa signature avec Fat Wreck Chords, et son premier album studio avec le label, Wasted Mind, sort le 24 juin de la même année. Après avoir sorti son deuxième album avec Fat Wreck en 2018, Crown of Nothing, Steve Maury et Danny Walkowiak se séparent du groupe, le batteur remplaçant de longue date Logan Stang prenant la place de Walkowiak tandis que Direct Hit revient à un groupe tournant de bassistes, notamment Joram Zbichorski, Josh Goldman et Jake Levinson. Fin 2019, Joram Zbichorski devient un membre officiel en tant que bassiste à temps plein.

## Discographie
- 2011 : Domesplitter (réédité en 2017)
- 2013 : Brainless God
- 2015 : More of the Same
- 2016 : Wasted Mind
- 2018 : Crown of Nothing